# Bampurius eberti
Bampurius eberti är en insektsart som beskrevs av Dlabola 1964. Bampurius eberti ingår i släktet Bampurius och familjen dvärgstritar. Inga underarter finns listade i Catalogue of Life. Artens utbredningsområde är Iran och Afghanistan.